# 業転玉
業転玉（ぎょうてんぎょく）とは、石油元売の余剰在庫（ガソリン、軽油、灯油、重油）がノーブランド品として供給される業者間転売品の通称である。

## 業転玉の発生原因
日本のガソリンを含めた石油製品については、構造的に供給過剰の状態であり、また、石油製品は原油を精製すると、一定の割合で他の油種まで自動的に生産される連産品であり、特定の油種だけを必要なだけ生産することはできないという性質を有している。
このため、元売が生産したガソリンなどを自社の系列特約店などに対して販売しきれず余る場合があり、このような系列特約店などに販売しきれないガソリンなどを元売は商社などに販売している。

## 系列玉と業転玉の価格差
地域、取引数量等の違いから生じる系列玉間の価格差を反映して、中小の系列特約店向け系列玉と大手商社向け業転玉の卸売価格には、1リットル当たり3円から8円程度の価格差がみられる。

## 元売における業転玉の販売先
元売の多くは一部の商社等に限って業転玉を販売している。また、自社が業転玉を商社等に販売していることが表面化することを恐れ、業転玉の出所について明らかにしないよう商社等に依頼している元売もある。
元売は自らが販売した業転玉が自社の系列特約店又は系列販売店に流通しないようにするため、自社が販売した業転玉を自社の系列特約店又は系列販売店に販売しないよう商社等に対して依頼しており、商社等が仕入先元売の系列特約店又は系列販売店に業転玉を販売しないことは、元売と商社等との間の事実上の業界慣行となっていると言われ元売の中には、自社の系列特約店又は系列販売店に対して自社の業転玉を販売した商社とは取引をやめるとしているところもある。
元売は大手商社に供給している業転玉はすべてエネルギー商社系のPBSS (Private Brand Service Station) やいわゆる無印スタンド向けに販売したものであると説明しているが、これらの元売も、大手商社に供給した業転玉が、実際にエネルギー商社系のPBSSや無印スタンドに対してのみ販売されているかは分からないとしている。
2008年7月業界紙「ぜんせき」の記事によると、資源エネルギー庁が発表した2007年度の給油所経営構造改善等実態調査報告書（約4万5千SS対象回答率26%））によると、48.8%のSSが最近1年間で系列外仕入を実施したと回答している。
今後の系列外仕入についても、特約店直営SSで52.2%、また元売100%子会社SSにおいても15.9%のSSが考えていると回答している。今後系列離れの傾向がさらに進む可能性が高いことを示す結果となったと締めくくっている。
各元売りが市場に余剰業転玉、特にガソリンを安価に流し、その流通価格を放置している事で、元売マークを掲げている小手の販売店は、窮地に追い込まれているのが現状である。
ただし元売側が自社のフランチャイズを掲げて売ることを許すのは、基本的に自社ブランドの製品か、その相当品のみである。
特にハイオクガソリンは元売のブランドイメージに関わるうえ、添加剤が各社で異なる為、他社ハイオクの業転玉を扱っているとフランチャイズが取り消され元売の看板が掲げられなくなる可能性は高い。
2008年7月の調査は、いわゆるガソリン税の暫定税率期限切れによる同年5月のガソリン販売価格乱高下直後で一部のSSで品切れ状態に陥ったており、商品確保に重きを置いた回答となり、高めの数字が出ている可能性はある。

## 石油元売再編と業転玉
2010年代後半以降、石油元売業界の再編が相次ぎ、大手元売はENEOS、出光興産、コスモ石油の3社に絞られるようになった。寡占化し、かつ将来的にもガソリン需要が伸びる見込みの無い市場の中で、各社は製油能力の削減を進めていき、2010年からの10年間で原油処理能力は24 %減少している。過剰に生産されるガソリンそのものが減少した結果、かつて「プライス・リーダー」であった、エクソンモービル、東燃ゼネラル石油が(旧)JXエネルギーに、昭和シェル石油が出光興産に、それぞれ合併・統合により取り込まれたこともあり、2020年にはかつてのような安価な業転玉は姿を消し、無印スタンドは廃業が相次ぐようになり、残存業者についても元売系列となるところも現れている。